# 切斯特菲尔德 (印第安纳州)
切斯特菲尔德（英語：Chesterfield），是一个美国小镇，位於印第安纳州。根據2010年的人口普查，當地人口為2,547人。

## 地理
切斯特菲尔德是位于40°6′44″N 85°35′47″W / 40.11222°N 85.59639°W (40.112193,-85.596324)。
根据2010年的人口普查，切斯特菲尔德的总面积為1.32平方英里（3.42平方）。

### 2010年人口普查
根據2010人口普查，當地有2,547人，共1,090个家庭，其中有663个家庭居住在镇裏。